# Hobble Creek
Hobble Creek est une census-designated place du comté d'Utah, dans l'État de l'Utah, aux États-Unis. En 2020, elle compte une population de 169 habitants.